# East Lake-Orient Park
East Lake-Orient Park – jednostka osadnicza w Stanach Zjednoczonych, w stanie Floryda, w hrabstwie Hillsborough.